# Belmont (Jura)
Belmont település Franciaországban, Jura megyében. Lakosainak száma 255 fő (2022. január 1.). Belmont La Vieille-Loye, Mont-sous-Vaudrey, Augerans, Bans, Falletans és Montbarrey községekkel határos.

## Népesség
A település népességének változása:
| Lakosok száma | 146  | 202  | 254  | 248  | 293  | 276  | 262  | 251  | 251  | 255  |
|               | 1968 | 1982 | 1990 | 2006 | 2013 | 2015 | 2017 | 2019 | 2020 | 2022 |